# Гнучкий графік роботи
Гнучќий грáфік робóти — форма організації робочого часу, при якій для окремих працівників або колективів підрозділів допускається саморегулювання початку, закінчення, загальної тривалості робочого дня .
Гнучкий режим робочого часу може передбачати:
1) фіксований час, протягом якого працівник обов’язково повинен бути присутнім на робочому місці та виконувати свої посадові обов’язки; при цьому може передбачатися поділ робочого дня на частини;
2) змінний час, протягом якого працівник на власний розсуд визначає періоди роботи в межах встановленої норми тривалості робочого часу;
3) час перерви для відпочинку і харчування.
Гнучкий режим робочого часу, як правило, не застосовується на безперервно діючих підприємствах, в установах, організаціях, при багатозмінній організації роботи, а також в інших випадках, обумовлених специфікою діяльності, коли виконання обов’язків працівником потребує його присутності в чітко визначені правилами внутрішнього трудового розпорядку години роботи (торгівля, побутове обслуговування населення, вантажно-розвантажувальні роботи, робота транспорту тощо) або коли такий режим є несумісним з вимогами щодо безпечних умов праці.
У разі виробничо-технічної необхідності та/або для виконання невідкладних чи непередбачуваних завдань власник підприємства, установи, організації або уповноважений ним орган може тимчасово (на термін до одного місяця протягом календарного року) застосовувати до працівників, яким установлено гнучкий режим робочого часу, загальновстановлений на підприємстві, в установі, організації графік роботи. 
У разі відрядження на працівника поширюється режим робочого часу того підприємства (установи, організації), до якого (якої) його відряджено.
Застосування гнучкого режиму робочого часу не тягне за собою змін в нормуванні, оплаті праці та не впливає на обсяг трудових прав працівників.
На час загрози поширення епідемії, пандемії та/або на час загрози військового, техногенного, природного чи іншого характеру умова про дистанційну (надомну) роботу та гнучкий режим робочого часу може встановлюватися у наказі (розпорядженні) власника або уповноваженого ним органу без обов’язкового укладення у письмовій формі трудового договору про дистанційну (надомну) роботу.
Дистанційна (надомна) робота - це така форма організації праці, коли робота виконується працівником за місцем його проживання чи в іншому місці за його вибором, у тому числі за допомогою інформаційно-комунікаційних технологій, але поза приміщенням роботодавця.
При дистанційній (надомній) роботі працівники розподіляють робочий час на свій розсуд, на них не поширюються правила внутрішнього трудового розпорядку, якщо інше не передбачено у трудовому договорі. При цьому загальна тривалість робочого часу не може перевищувати норм, передбачених статтями 50 і 51 цього Кодексу.
Виконання дистанційної (надомної) роботи не тягне за собою будь-яких обмежень обсягу трудових прав працівників.
При цьому, якщо працівник і роботодавець письмово не домовились про інше, дистанційна (надомна) робота передбачає оплату праці в повному обсязі та в строки, визначені діючим трудовим договором.